# Колодуб Лев Миколайович
Лев Миколайович Колодуб (1 травня 1930, Київ, Українська СРР, СРСР — 23 лютого 2019, Київ) — український композитор, педагог, музично-громадський діяч, професор Національної музичної академії України імені Петра Чайковського. Заслужений діяч мистецтв Української РСР (1973). Народний артист України (1993). Лавреат Шевченківської премії (2010). Президент Асоціації діячів духової музики України. Голова правління Музичного фонду України (1988—1994) та Київської організації НСКУ (1994—1999).

## Життєпис
Народився 1 травня 1930 у м. Києві. Мати майбутнього композитора Лідія Андріївна була оперною співачкою, бабуся — вчителькою музики. Навчався в Харківській середній спеціалізованій музичній школі-інтернат як кларнетист у класі Г. К. Рикова; згодом — у Харківській консерваторії як композитор у класі професора М. Д. Тіца. Після закінчення консерваторії з 1954 року працював у Києві.
У 1958—1960 роках викладав музично-теоретичні предмети у Київському театральному інституті, з 1966 року викладав у Київській консерваторії.
З 1977 року доцент, з 1985 — професор. У 1997 році очолив новостворену кафедру музично-інформаційних технологій.
У 1994—1997 роках був головою Київської міської організації Національно спілки композиторів України.

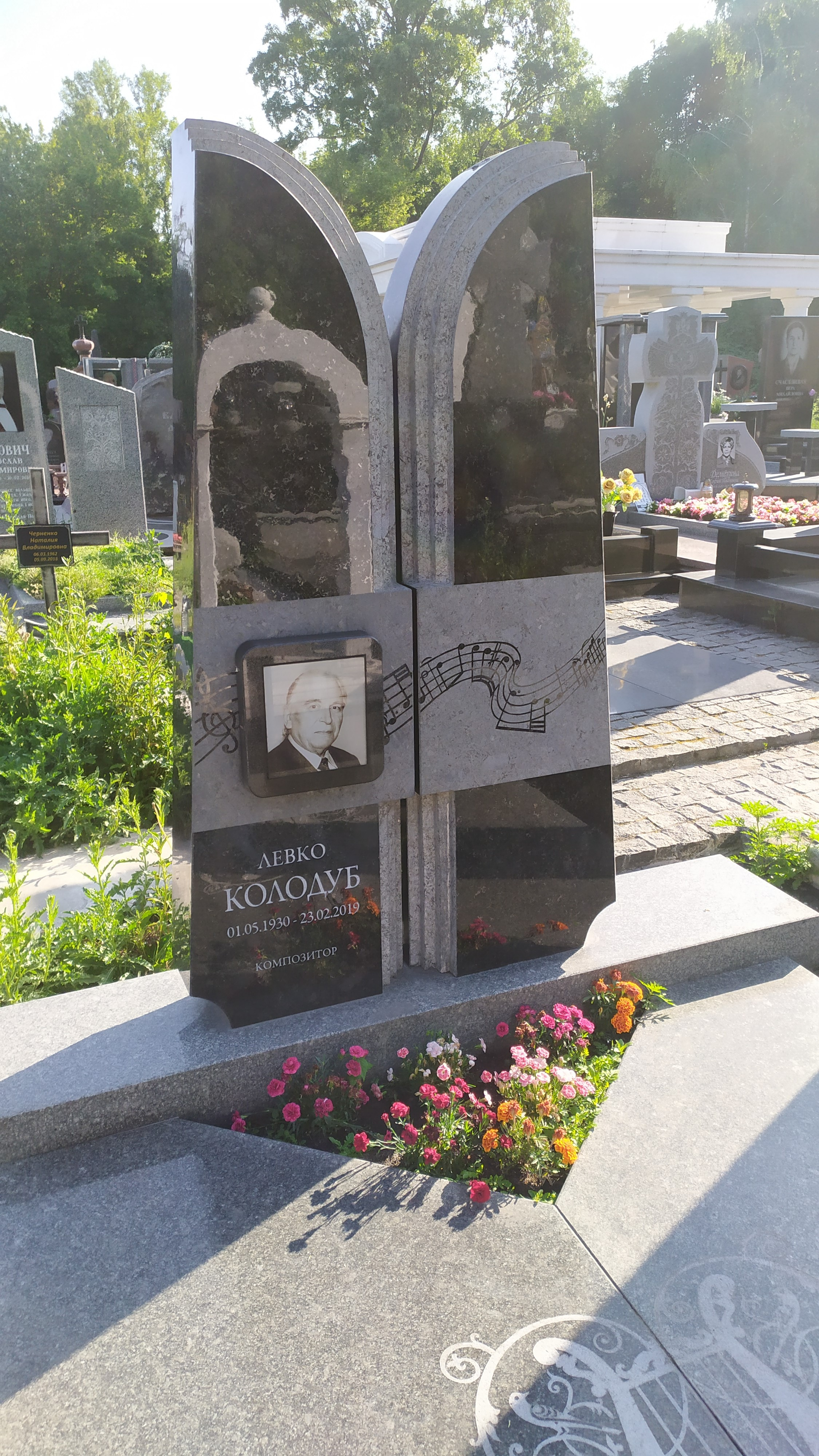
Могила Левка Колодуба, Байкове кладовище

З 1997 року — член-кореспондент, з 2005 — академік Академії мистецтв України.
Помер 23 лютого 2019 року в місті Києві на 89-му році життя. Похований на Байковому кладовищі (ділянка № 33).

## Творчість
| "...Творчі інтереси композитора широкі й різноманітні. Його приваблюють й музично-театральні жанри, й симфонічна музика (композитором написано більш як 30 симфонічних творів) й камерна мініатюра (особливо ефектні п'єси для духових)... ...В музиці Л.Колодуба прекрасно поєднуються високий професіоналізм, майстерність сучасного митця з дохідливістю й демократичною сутністю образів, в результаті чого й народжується істинне мистецтво". |
Музикознавець Т.Невінчана, буклет «Л.Колодуб».

### Перелік творів
| Опери - «Дума про Турбаї» (лібр. О.Колодуба і В.Бичка(1951); - «Пробудження» («Дніпровські пороги») (лібр. Г.Бодикіна, 1976), - «Незраджена любов» (лібр. В.Грипича за тв. А.Малишка, 1985), - «Поет» (лібр. О.Беляцького і З.Сагалова, 1988); | Оперети - «Веселі дівчата» (лібр. І.Барабаша, 1968) (у співавторстві з Ж.Колодуб); - «Пригоди на Міссісіпі» (лібр. Д.Кісіна за М.Твеном, 1971) (у співавторстві з Ж.Колодуб); - «Місто закоханих» (лібр. Д.Кісіна, 1969), - «Люблю тебе» (лібр. Д.Шевцова за п'єсою В.Розова, 1975); | Балети - «Вічний вогонь» («Жовтнева легенда») (пост. П.Вірського, 1967), - «Світанкова поема» на музику В.Косенка (лібр. В.Тимофеєва, 1973). |

| Концерти з оркестром - 2 для валторни (1972, 1980), - 2 для труби (1982 — «5иопі ра5$ап», 1996), - 2 для тромбона (1986, 1997), - для 2-х скрипок (1988), - 2 для скр. (1992, 2000), - 2 для кларнета (1995, 2004), - для фагота (1997), - для гобоя (1997), | Концертино - для 2-х валторн (Українське, 1982), - для туби (Епічне, 1986), - для 4-х саксофонів (1985), - для гобоя (2001); | Музика до кінофільмів, мультфільмів, вистав - «Чому у півня короткі штанці», - «Маруся Богуславка» (1966), - «А ви, друзі, як не сідайте…» (1972), - «Веселе курча», - «Парасолька на полюванні» (1973), - «Парасолька і автомобіль»); | Редакції та інструментування - муз. комедії С.Жданова «Генуезька серенада» (1970), - опери А. Рудницького «Анна Ярославна — королева Франції» (1995), - Фортепіанного концерту М.Тіца (2000), - «Ave Maria» М.Скорульського, та ін. |

| Для симфонічного оркестру, 12 симфоній - Симфонія № 1, 1958; - Симфонія-дума № 2, «Шевченківські образи», 1964; - Симфонія № 3, «Симфонія в стилі українського бароко», 1980; - Симфонія № 4, «Симфонія '86», 1986; - Симфонія № 5, «Pro memoria» (Пам'яті жертв страшних лихоліть в Україні), 1990; - Симфонія № 6, «С-dur та А. Шенберг», 1999; - Симфонія № 7, «Метаморфози», 2000 (2-га редакція — 2003); - Симфонія № 8, «Прилуцька» (для юних виконавців), 2003; - Симфонія № 9, «Нові відчуття», 2004; - Симфонія № 10, «За ескізами юних літ», 2005; - Симфонія № 11, «Нові береги», 2007; - Симфонія № 12, «Zeitheist» («Дух часу»); - поема «Великий Каменяр» (1953); - 2 укр. карпатські рапсодії (1960, 1974); - Гуцульські картинки (1967), та ін.; | Інше - камерні твори для дерев'яних духових інструментів та ансамблів (понад 50) - Тріо для дерев, дух.. Тріо-соната - для кларнета, скрипки та органа; - «Prefacione» для флейти та ударних та ін. - концертні твори для духового оркестру та ансамблів мідних інструментів (понад 50) - «Український марш» (2004) - для скр.і фп. — Поема (1971) та ін., - для фп. — Альбом для дітей (1981); «Treludos» (2002) та ін., - для органа — Три п'єси (2001), - п'єси для різних інстр.; - для хору — цикл «Прилуцькі пісні» (1995) та ін.; - романси — цикл на сл. Т.Шевченка (1963), цикл «Бентежність» на сл. Валентини Антонюк (2004) та ін.; пісні; пісні для дітей; |

## Нагороди, премії та звання
Лауреат Шевченківської премії 2010 за симфонію № 9 «Sensilis moderno» («Новітні відчуття»), симфонію № 10 «За ескізами юних літ», симфонію № 11 «Нові береги».
Левко Колодуб є лауреатом премій ім. Бориса Лятошинського, М. Вериківського, Мар'яна та Іванни Коць та інших.
Нагороджений медалями й почесними відзнаками: Міністерства культури, міста Києва та Харкова, Золотою медаллю Академії мистецтв України (2005). Має звання народного артиста (1993), є кавалером ордену «За заслуги» (2000).